# Municipio de St. Clair (condado de Benton)
El municipio de St. Clair (en inglés: St. Clair Township) es uno de los veinte municipios ubicados en el condado de Benton en el estado estadounidense de Iowa. En el año 2000 el municipio tenía una población de 461 habitantes y una densidad poblacional de 5 personas por km².

## Geografía
El municipio de St. Clair se encuentra ubicado en las coordenadas 41°54′22″N 92°00′26″O / 41.90611, -92.00722.